# Hilgershausen (Felsberg)
Hilgershausen ist einer von 16 Stadtteilen der Stadt Felsberg im nordhessischen Schwalm-Eder-Kreis.  

## Geographische Lage
Hilgershausen liegt auf einem Hochplateau zwischen Eder- und Fuldatal; südwestlich vorbei fließt die Rhünda. Im Dorf treffen sich die Landesstraße 3435 und die Kreisstraße 28. Etwa einen km östlich des Dorfes verläuft die Bundesautobahn 7.

## Geschichte

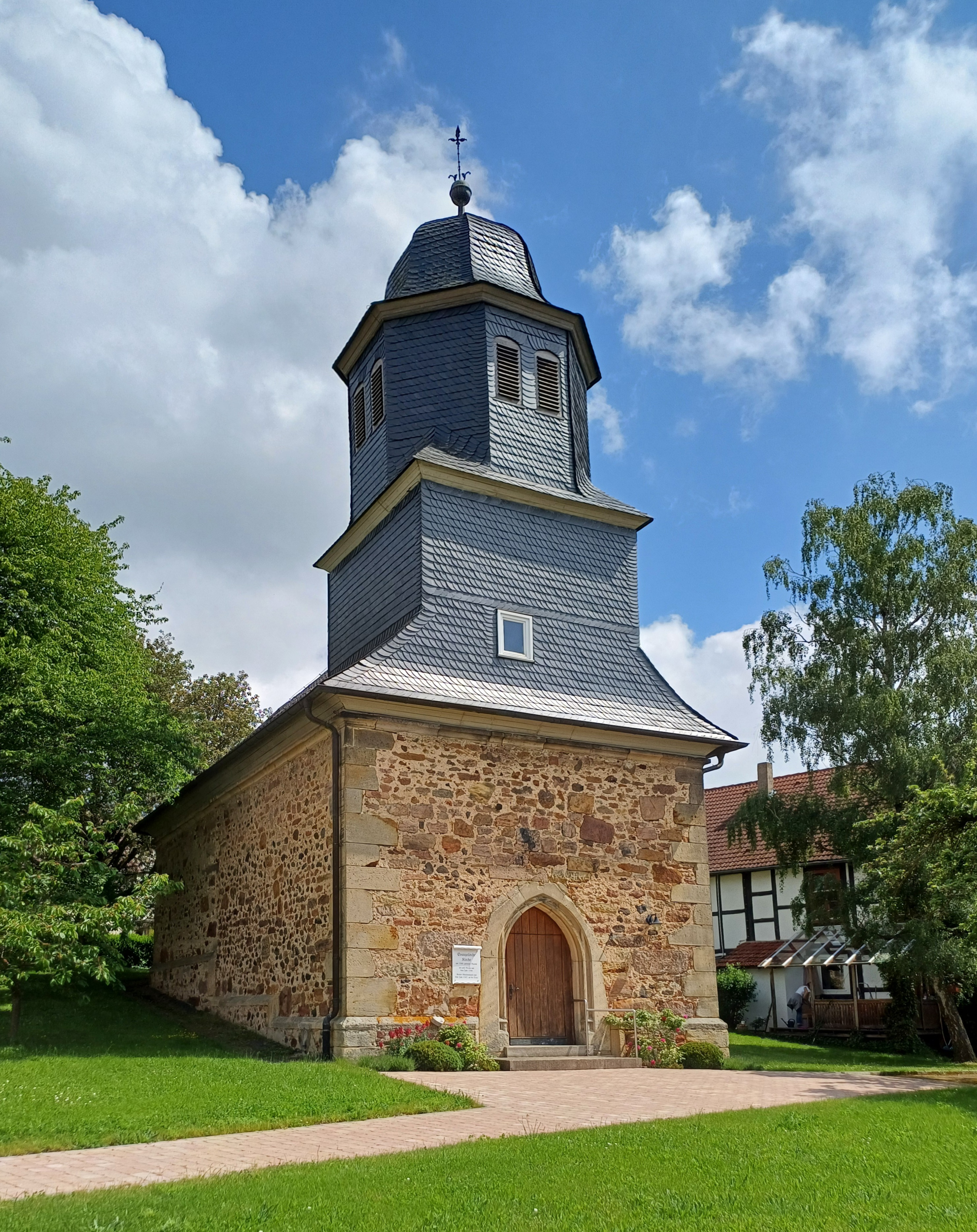
Evangelische Kirche

Die älteste bekannte Erwähnung von Hilgershausen erfolgte im Jahr 1106 unter dem Namen „Hildegereshusun“ in einer Urkunde der Reichsabtei Hersfeld.
In historischen Dokumenten ist der Ort unter folgenden Ortsnamen belegt (in Klammern das Jahr der Erwähnung): Hildegerishusen (1194), Hieldegershusen (1404), Hilgershusen (1397), Heilgershusin (1499) und schließlich Hilgershausen.
Zum 1. Januar 1974 wurde die Gemeinde Hilgershausen, im Zuge der Gebietsreform in Hessen, kraft Landesgesetz, mit den Gemeinden Brunslar, Gensungen, Helmshausen und Rhünda sowie der Stadt Felsberg zur erweiterten Stadt Felsberg zusammengeschlossen.  Für Hilgershausen wurde, wie für alle nach Felsberg eingegliederten ehemals eigenständigen Gemeinden, ein Ortsbezirk mit Ortsbeirat und Ortsvorsteher nach der Hessischen Gemeindeordnung gebildet.

## Bevölkerung
Einwohnerstruktur 2011
Nach den Erhebungen des Zensus 2011 lebten am Stichtag, dem 9. Mai 2011, in Hilgershausen 216 Einwohner. Darunter waren 3 (1,4 %) Ausländer.
Nach dem Lebensalter waren 39 Einwohner unter 18 Jahren, 87 zwischen 18 und 49, 39 zwischen 50 und 64 und 51 Einwohner waren älter.
Die Einwohner lebten in 96 Haushalten. Davon waren 24 Singlehaushalte, 30 Paare ohne Kinder und 27 Paare mit Kindern, sowie 12 Alleinerziehende und keine Wohngemeinschaften. In 24 Haushalten lebten ausschließlich Senioren und in 57 Haushaltungen lebten keine Senioren.
Einwohnerentwicklung
- 1585: 25 Haushaltungen[2]
- 1747: 30 Haushaltungen[2]

| Hilgershausen: Einwohnerzahlen von 1834 bis 2020 | Hilgershausen: Einwohnerzahlen von 1834 bis 2020 | Hilgershausen: Einwohnerzahlen von 1834 bis 2020 | Hilgershausen: Einwohnerzahlen von 1834 bis 2020 | Hilgershausen: Einwohnerzahlen von 1834 bis 2020 |
| --- | ------------------------------------------------ | ------------------------------------------------ | ------------------------------------------------ | ------------------------------------------------ |
| Jahr |                                                  |                                                  |                                                  | Einwohner                                        |
| 1834 | 1834                                             |                                                  | 256                                              | 256                                              |
| 1840 | 1840                                             |                                                  | 273                                              | 273                                              |
| 1846 | 1846                                             |                                                  | 283                                              | 283                                              |
| 1852 | 1852                                             |                                                  | 298                                              | 298                                              |
| 1858 | 1858                                             |                                                  | 287                                              | 287                                              |
| 1864 | 1864                                             |                                                  | 293                                              | 293                                              |
| 1871 | 1871                                             |                                                  | 293                                              | 293                                              |
| 1875 | 1875                                             |                                                  | 289                                              | 289                                              |
| 1885 | 1885                                             |                                                  | 307                                              | 307                                              |
| 1895 | 1895                                             |                                                  | 284                                              | 284                                              |
| 1905 | 1905                                             |                                                  | 277                                              | 277                                              |
| 1910 | 1910                                             |                                                  | 296                                              | 296                                              |
| 1925 | 1925                                             |                                                  | 265                                              | 265                                              |
| 1939 | 1939                                             |                                                  | 256                                              | 256                                              |
| 1946 | 1946                                             |                                                  | 512                                              | 512                                              |
| 1950 | 1950                                             |                                                  | 511                                              | 511                                              |
| 1956 | 1956                                             |                                                  | 400                                              | 400                                              |
| 1961 | 1961                                             |                                                  | 304                                              | 304                                              |
| 1967 | 1967                                             |                                                  | 294                                              | 294                                              |
| 1980 | 1980                                             |                                                  | ?                                                | ?                                                |
| 1990 | 1990                                             |                                                  | ?                                                | ?                                                |
| 2000 | 2000                                             |                                                  | ?                                                | ?                                                |
| 2007 | 2007                                             |                                                  | 224                                              | 224                                              |
| 2011 | 2011                                             |                                                  | 216                                              | 216                                              |
| 2014 | 2014                                             |                                                  | 217                                              | 217                                              |
| 2020 | 2020                                             |                                                  | 229                                              | 229                                              |
| Datenquelle: Historisches Gemeindeverzeichnis für Hessen: Die Bevölkerung der Gemeinden 1834 bis 1967. Wiesbaden: Hessisches Statistisches Landesamt, 1968. Weitere Quellen: Stadt Felsberg:; Zensus 2011 |                                                  |                                                  |                                                  |                                                  |

Historische Religionszugehörigkeit
| • 1885: | 307 evangelische (= 100 %) Einwohner                              |
| • 1961: | 270 evangelische (= 88,82 %), 30 katholische (= 9,87 %) Einwohner |

## Politik
Für Hilgershausen besteht ein Ortsbezirk (Gebiete der ehemaligen Gemeinde Hilgershausen) mit Ortsbeirat und Ortsvorsteher nach der Hessischen Gemeindeordnung.
Der Ortsbeirat besteht aus fünf Mitgliedern. Bei den Kommunalwahlen in Hessen 2021 betrug die Wahlbeteiligung zum Ortsbeirat 69,23 %. Alle Kandidaten gehörten der „Gemeinschaftsliste Hilgershausen“ an. Der Ortsbeirat wählte Heinrich Schmidt zum Ortsvorsteher.

## Sehenswürdigkeiten

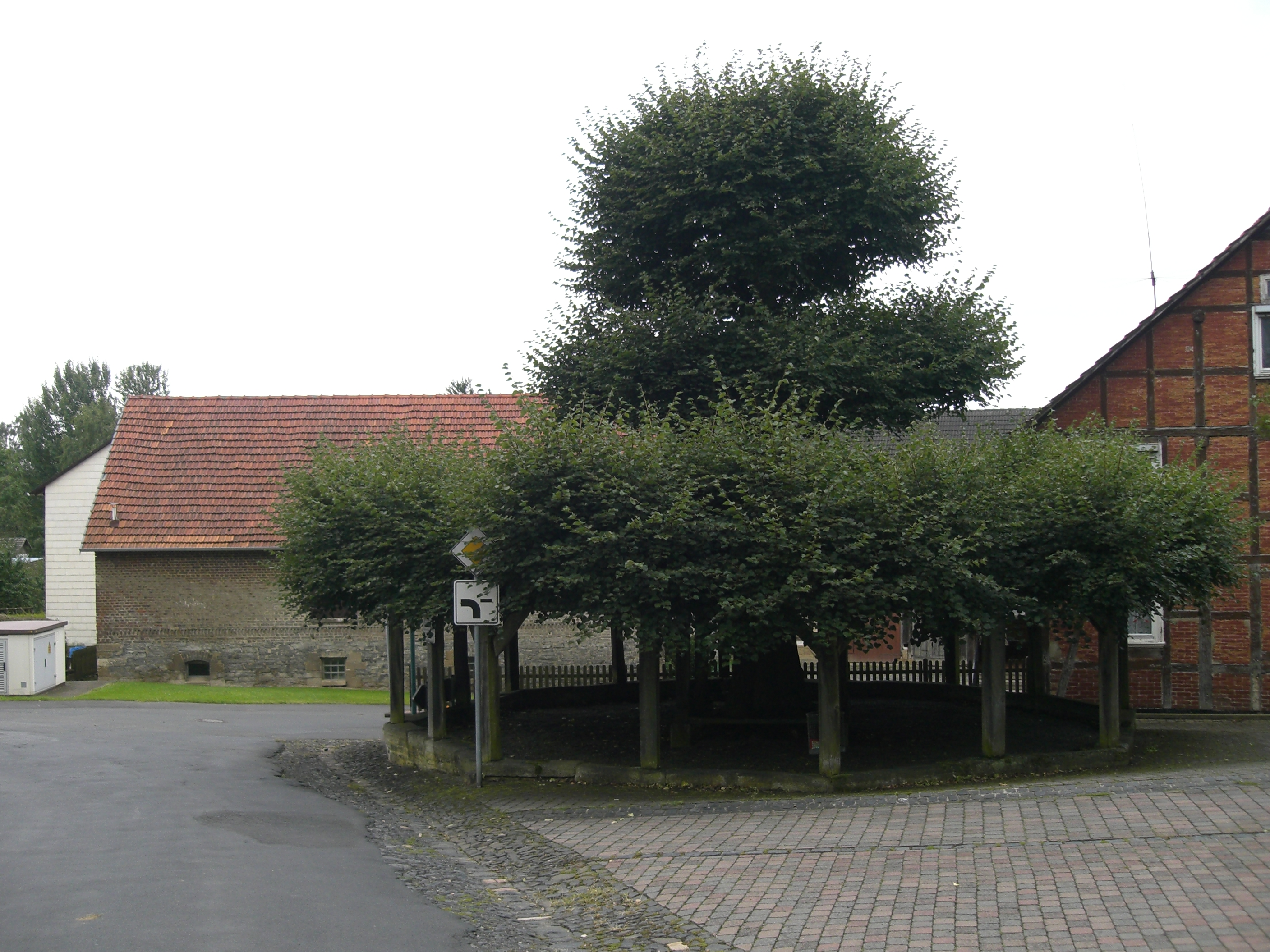
Dorflinde
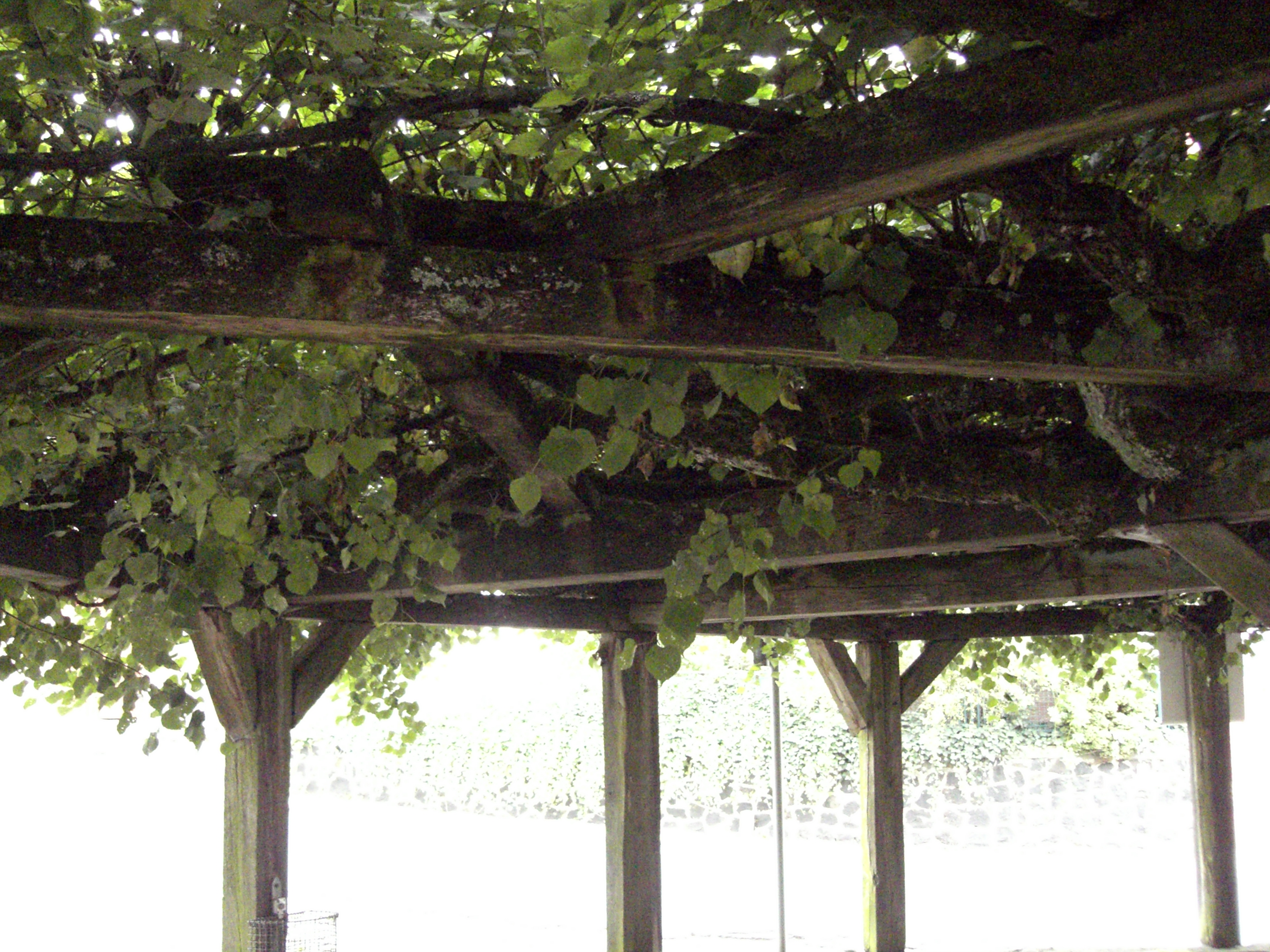
Dorflinde (Detailansicht)
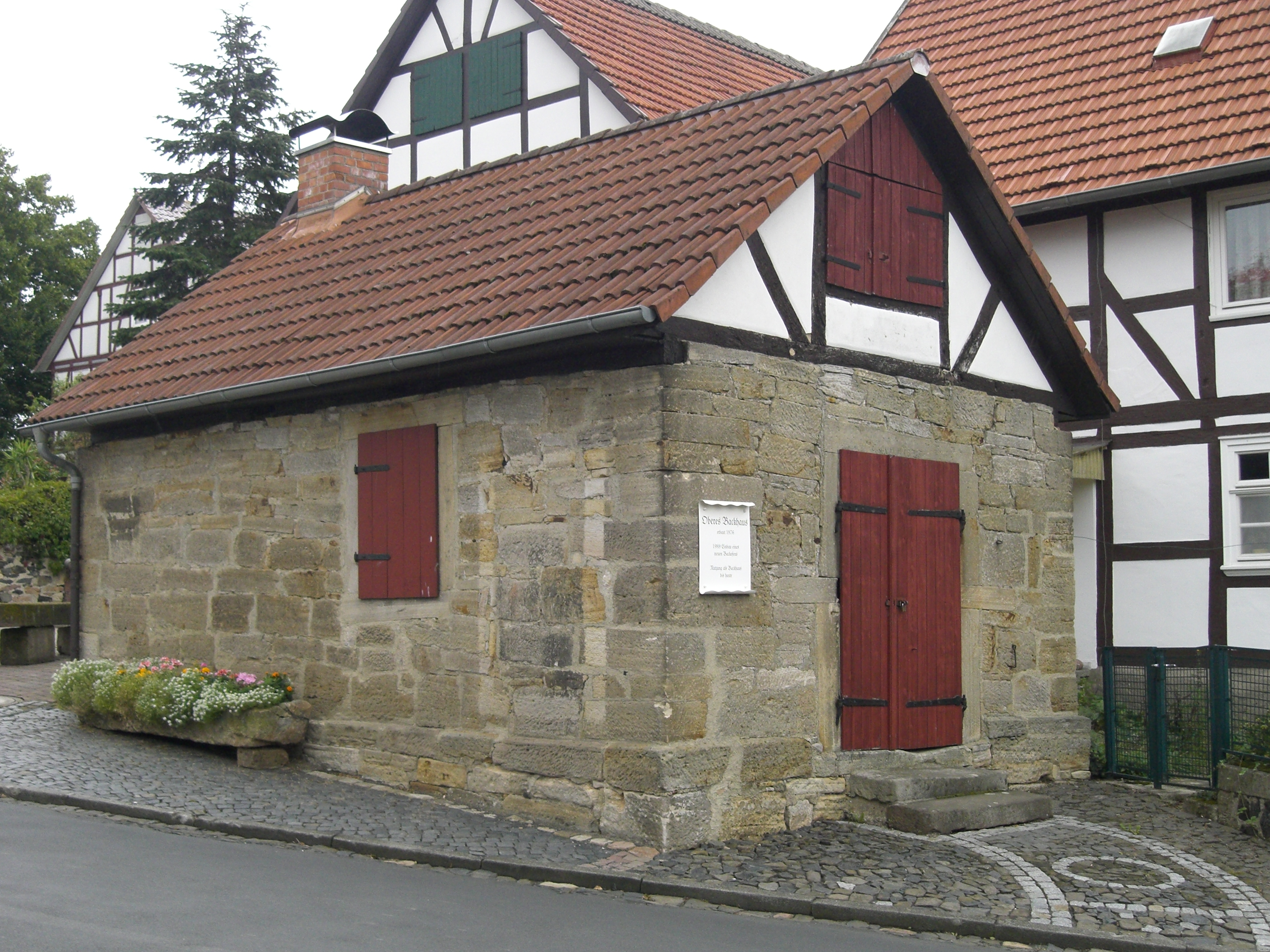
Backhaus